# 取り引き的性交
取り引き的性交（とりひきてきせいこう、英語: transactional sex）は、贈り物や金銭、その他のサービスの授受が重要な要素となる性的関係を指す。
そのような関係を築く者は必ずしも娼婦・男娼／顧客という枠組みではなく、ガールフレンド／ボーイフレンド、あるいはシュガーベイビー／シュガーダディとしている場合が多い。

## 概要
「取り引き的性交」はセックスワークの上位概念であり、セックスに対する金銭的報酬の交換には、必ずしも所定の支払いや贈り物を伴わない（ただし、性交渉から物質的・金銭的に利益を得ようとする明確な動機がある）、より幅広い（通常は結婚していない間柄の）義務的関係が含まれている。